# قرة ولي (فولاد لوي الجنوبي)
قرة ولي (بالفارسية: قره‌ولی) هي منطقة سكنية تقع في إيران في قسم فولاد لوي الجنوبی الريفي. يقدر عدد سكانها بـ 41 نسمة .